# Калениченко Надія Юріївна
Калениченко Надія Юріївна(Скорик Надія Юріївна) 20 червня 1993 року , м. Полтава) –   поетеса, художниця кіно, членкиня  Національної спілки письменників України (2004 р).

## Життєпис
Калениченко Надія Юріївна народилась 20 червня 1993 року у м. Полтава. У 2006 році закінчила Інститут філології Київського національного університету імені Тараса Шевченка. У 2008 році закінчила Національну академію образотворчого мистецтва і архітектури (Київ). Працювала художником Центру в справах сім'ї та жінок Деснянського району м. Києва. Пуублікувалась в колективних збірниках, альманахах, періодиці.

## Творчість
Калениченко Надія Юріївна свої вірші пов'язує з українською культурою та фольклором. Вірші Калениченко опубліковані в альманахах «Колекція» (К., 2002), «Болотні вогні» (П., 2002; К., 2004), «Привітання життя 2000–2002» (Л., 2003), «Потойбіч паузи» (К., 2005). Вона оформила низку короткометражних стрічок.